# Antonín Vodička
Antonín Vodička (1. března 1907 – 9. srpna 1975) byl český fotbalista, československý reprezentant. Jeho bratr František Vodička byl ligovým fotbalistou SK Čechie Karlín a SK Baťa Zlín.

## Sportovní kariéra
Fotbal začal hrát ve Staroměstské Olympii a pak za AFK Union Žižkov. V letech 1925 – 1938 hrál za Slavii Praha. Odehrál za ni 163 ligových zápasů a vstřelil v nich 3 branky. Byl držitelem stříbrné medaile z mistrovství světa v Itálii roku 1934, byť na šampionátu do bojů přímo nezasáhl. V reprezentaci odehrál 18 zápasů, poprvé ještě před dovršením 20 let. Byl označován za spolehlivého záložníka, schopného uhlídat určeného protihráče.
Za reprezentační B-tým nastoupil v roce 1935 v 1 utkání. Ve Středoevropském poháru nastoupil ve 29 utkáních.

## Ligová bilance
| Ročník                                       | Zápasy | Góly | Klub            |
| -------------------------------------------- | ------ | ---- | --------------- |
| Středočeská 1. liga 1925/26                  | 12     | 0    | SK Slavia Praha |
| Kvalifikační soutěž Středočeské 1. ligy 1927 | -      | 0    | SK Slavia Praha |
| Středočeská 1. liga 1927/28                  | -      | 0    | SK Slavia Praha |
| Středočeská 1. liga 1928/29                  | 10     | 0    | SK Slavia Praha |
| 1. asociační liga 1929/30                    | 14     | 0    | SK Slavia Praha |
| 1. asociační liga 1930/31                    | 12     | 1    | SK Slavia Praha |
| 1. asociační liga 1931/32                    | -      | 1    | SK Slavia Praha |
| 1. asociační liga 1932/33                    | 13     | 0    | SK Slavia Praha |
| 1. asociační liga 1933/34                    | 17     | 1    | SK Slavia Praha |
| Státní liga 1934/35                          | 19     | 0    | SK Slavia Praha |
| Státní liga 1935/36                          | -      | 0    | SK Slavia Praha |
| Státní liga 1936/37                          | 17     | 0    | SK Slavia Praha |
| Státní liga 1937/38                          | -      | 0    | SK Slavia Praha |
| CELKEM                                       | 75     | 1    |                 |